# Vandewater & Co.
Vandewater & Co. war ein US-amerikanischer Hersteller von Automobilen.

## Unternehmensgeschichte
Edwin und F. C. Vandewater hatten bereits von 1905 bis 1907 Erfahrungen in ihrer Eagle Automobile Company gesammelt. Sie gründeten 1908 das neue Unternehmen in Iselin in New Jersey. Im August 1908 begann die Produktion von Automobilen. Der Markenname lautete Correja. Im Dezember 1909 zogen sie nach Elizabeth in New Jersey. 1911 war das beste Jahr mit 120 verkauften Fahrzeugen. Im Februar 1914 endete die Produktion, als das Unternehmen in den Bankrott ging.

## Fahrzeuge
Im Modelljahr 1909 gab es nur den Four. Er hatte einen Vierzylindermotor mit 40 PS Leistung. Der Radstand betrug 279 cm. Überliefert sind Aufbauten als Tourenwagen mit fünf Sitzen sowie als Runabout mit wahlweise zwei oder drei Sitzen.
1910 wurde das Sortiment erweitert. Den Four gab es in zwei verschiedenen Leistungsstufen. Das Model 30 hatte einen Motor mit 30 PS Leistung. Das Fahrgestell hatte 295 cm Radstand. Einziger Aufbau war ein viersitziger Torpedo. Daneben gab es das Model 50 mit einem 50-PS-Motor. Er war als offener Tourenwagen erhältlich. Auf 295 cm Radstand hatte er fünf Sitze und auf 323 cm Radstand sieben Sitze.
1911 gab es den Four nur in einer Variante. Sein Vierzylindermotor leistete 35 PS. Auf ein Fahrgestell mit 267 cm Radstand wurde eine zweisitzige Karosserie montiert, die Speed Runabout genannt wurde.
1912 war der Four mit dem 35-PS-Motor und 267 cm Radstand weiterhin erhältlich. Model A war ein Torpedo-Runabour, Model B ein Torpedo und Model C ein Roadster. Das Model T war ein Torpedo-Tourenwagen mit 318 cm Radstand. Neu hinzu kam der Six. Sein Sechszylindermotor leistete 60 PS. Der Radstand betrug 318 cm. Model R war ein Torpedo-Roadster und Model S ein Torpedo-Tourenwagen.
1913 entfielen alle Vierzylindermodelle. Der Six war in der schwächeren Version mit 45 PS Leistung und in der stärkeren Version mit 65 PS Leistung erhältlich. Der Radstand war einheitlich 318 cm lang. Model C und Model J hatten den schwächeren Motor. Model C und Model R waren Speed-Roadster, während Model J und Model S als Torpedo-Tourenwagen karosseriert waren.
1914 stand nur noch ein Modell mit zwei verschiedenen Aufbauten im Sortiment. Der Motor im Six war mit 34 PS angegeben. Das Fahrgestell hatte nun 325 cm Radstand. Es gab einen fünfsitzigen Tourenwagen und einen Knickerbocker genannten siebensitzigen Tourenwagen.

## Modellübersicht
| Jahr | Modell | Ausführung | Zylinder | Leistung (PS) | Radstand (cm) | Aufbau                                                   |
| ---- | ------ | ---------- | -------- | ------------- | ------------- | -------------------------------------------------------- |
| 1909 | Four   |            | 4        | 40            | 279           | Tourenwagen 5-sitzig, Runabout 2-sitzig und 3-sitzig     |
| 1910 | Four   | Model 30   | 4        | 30            | 295           | Torpedo 4-sitzig                                         |
| 1910 | Four   | Model 50   | 4        | 50            | 295 und 323   | Torpedo 5-sitzig und 7-sitzig                            |
| 1911 | Four   |            | 4        | 35            | 267           | Speed Runabout 2-sitzig                                  |
| 1912 | Four   | Model A    | 4        | 35            | 267           | Torpedo-Runabout                                         |
| 1912 | Four   | Model B    | 4        | 35            | 267           | Torpedo                                                  |
| 1912 | Four   | Model C    | 4        | 35            | 267           | Roadster                                                 |
| 1912 | Four   | Model T    | 4        | 35            | 318           | Torpedo-Tourenwagen                                      |
| 1912 | Six    | Model R    | 6        | 60            | 318           | Torpedo-Roadster                                         |
| 1912 | Six    | Model S    | 6        | 60            | 318           | Torpedo-Tourenwagen                                      |
| 1913 | Six    | Model C    | 6        | 45            | 318           | Speed Roadster                                           |
| 1913 | Six    | Model J    | 6        | 45            | 318           | Torpedo-Tourenwagen                                      |
| 1913 | Six    | Model R    | 6        | 65            | 318           | Speed Roadster                                           |
| 1913 | Six    | Model S    | 6        | 65            | 318           | Torpedo-Tourenwagen                                      |
| 1914 | Six    |            | 6        | 34            | 325           | Tourenwagen 5-sitzig, Knickerbocker Tourenwagen 6-sitzig |